# 無伴奏ヴァイオリンソナタ (プロコフィエフ)
セルゲイ・プロコフィエフの無伴奏ヴァイオリン・ソナタ（露：Соната для скрипки без сопровождения, 英：Sonata for Unaccompanied Violins in Unison）ニ長調 作品115は、通常の無伴奏作品とは異なり、元来は大人数のヴァイオリン奏者による斉奏（ユニゾン）のための作品である。ただし、独奏も認められており、ほとんどの場合この形で演奏される。
作曲は1947年に行われた。当時、モスクワのボリショイ劇場ではヴァイオリン奏者が多数集まってバッハやヘンデルなどのヴァイオリン曲をユニゾンで演奏していた。それを聴いたプロコフィエフは、この形態による楽曲の創作を思い立ち、短期間で作品を書き上げた。
出版は1952年に行われたが、初演はプロコフィエフの死後の1959年7月10日にモスクワ音楽院でルッジェーロ・リッチにより行われ、本来の斉奏による初演は翌1960年にモスクワ音楽院小ホールにおいて、学生たちによって行われた。

## 楽曲の構成
3楽章からなる。演奏時間は全曲で約12分。
1. モデラート、4分の4拍子、ニ長調。ソナタ形式。
2. アンダンテ・ドルチェ、4分の4拍子、変ロ長調。主題と5つの変奏による変奏曲。
3. コン・ブリオ、4分の3拍子、ニ長調。マズルカ風のフィナーレ。